# Michel Bonhomme
Michel Bonhomme is een Belgisch voormalig karateka.

## Levensloop
Bonhomme is afkomstig uit Verviers. Hij behaalde in 1974 brons in de gewichtsklasse -68kg op de Europese kampioenschappen in het Britse Londen. Daarnaast werd  hij verschillende malen Belgische kampioen.